# Villa Rustica (Petit-Bersac)
Bei der Villa Rustica von Petit-Bersac handelt es sich um die Reste eines römischen Landgutes in Petit-Bersac im Département Dordogne in Frankreich.
Die Reste der Villa waren schon seit dem 19. Jahrhundert bekannt. Umfangreiche Ausgrabungen fanden vor allem in den Jahren 1965 bis 1979 statt, wobei die Anlage nur zum Teil freigelegt wurde. Im Nordosten kamen Teile des Herrenhauses zu Tage. Südwestlich davon fanden sich Reste diverser Wirtschaftsgebäude. Das Herrenhaus war einst über 100 Meter lang mit der Hauptfassade nach Südwesten mit einem langen Wasserbecken vor dem Gebäude. Neben dem Becken befindet sich ein gut erhaltener und noch heute begehbarer Abwasserkanal.
Die Villa wurde wahrscheinlich im ersten Jahrhundert errichtet und war bis in die Merowingerzeit bewohnt.
Die Villa war einst reich ausgestattet. Es fanden sich Mosaiksteine (jedoch keine erhaltenen Mosaiken), Reste von Wandmalereien, korinthische Kapitelle sowie Fragmente von Statuen.